# 伊万·卡塔努希奇
伊万·卡塔努希奇（1991年5月22日—），克罗地亚男子田径运动员。他曾代表克罗地亚参加2016年和2020年夏季残疾人奥林匹克运动会田径比赛，其中2020年夏季残奥会获得一枚银牌。